# Catharina Ulrika Hiort af Ornäs
Catharina Ulrika Hiort af Ornäs, född 6 januari 1767, död 11 januari 1837 på Ramsnäsholm i Vika socken i Dalarna, var en svensk adelsdam, offret i ett på sin tid mycket uppmärksammat kriminalfall.

## Biografi
Catharina Ulrika Hiort af Ornäs var dotter till landssekreteraren Hans Gustaf Hiort af Ornäs (1725–1791) och Christina Brandberg (1722–1805). Hon gifte sig 7 januari 1803 med överste Adrian Hertzenhielm (1754–1838), och bosatte sig på hans egendom Ramsnäsholm. Hon förde en stor hemgift med sig, som ska ha utgjort en stor del av makens förmögenhet. 
Efter sin dotters födelse 1804 ska hon ha drabbats av någon form av mental störning, möjligen en förlossningsdepression. Maken spärrade då in henne i ett avskilt rum, medan dottern skickades av maken till fosterföräldrar i Stockholm. Catharina Ulrika Hiort af Ornäs levde inspärrad i rummet i 33 år. Hon isolerades från omvärlden och fick inte träffa vare sig sin dotter eller någon annan. Rummet eldades inte vintertid och hon fick otillräckligt med kläder och föda. När hon tappade tänderna och inte längre kunde tugga, fick hon inte mat som hon kunde äta, utan fick livnära sig på mjöl. Hon skulle till slut ha blivit så försvagad, att hon inte kunde förhindra råttor från att gnaga på henne då hon fortfarande var vid liv.
Adrian Hertzenhielm beskrivs som snål och ska även själv ha avstått från utgifter. Det nämns att han själv gick ständigt klädd i samma päls och stövlar till vardags. Hans behandling av makan var känd lokalt, men ingen ingrep. 
När hon slutligen avled år 1837, fem dygn efter sin 70-årsdag, fick liket länge ligga kvar i sängen. Hertzenhielm ville inte betala för en begravning, utan försökte forsla bort liket nattetid i hemlighet på en kärra. Detta gjorde dock att hela saken blev officiellt avslöjad. Adrian Hertzenhielm åtalades för mord och fallet slogs upp stort i landets tidningar och fick mycket uppmärksamhet i hela Sverige: "Det ohyggliga, som i hast blifvit uppdagadt, kom i alla rikets tidningar och utgjorde under en lång tid det uteslutande samtalsämnet inom alla kretsar". 
Hertzenhielm ska ha försvarat sig kraftfullt, men han avled innan han kunde ställas inför rätta för mord.

## Eftermäle
Mordet uppmärksammades länge i tidningar, tidskrifter och visor. Under 1889 publicerade Falu-Posten en novellföljetong med titeln ”Major Hertzenhjelm eller Det hemska dådet på Ramsnäsholm”, av signaturen Tekla. 
Gården Ramsnäsholm revs 1968 för att den lockade till sig för många nyfikna. 
2013 planterades en Ornäsbjörk på Ramsnäsholm till minne av mordet på Catharina Ulrika Hiort af Ornäs och med uppmaning att agera om någon blir illa behandlad.